# 西村大輝
西村 大輝（にしむら ひろき、1994年10月20日 - ）は、兵庫県出身の元自転車プロロードレース選手である。2025年よりヴィクトワール広島の監督に就任。

## 人物
現役引退と監督就任
持病（医原性萎縮性鼻炎）が国内外で6回の改善手術を受けても治癒せず、選手として復帰するのは厳しい中、2022年6月にチームフロント陣より監督就任を打診され、年上の選手が年下の選手を気づかえるなどチーム内の雰囲気や魅力などから、やりがいを感じその場で「ぜひ、おねがいします」と承諾した。後輩と練習し指導などをする機会はあったが、役職についての正式な指導は今回が初めてとなる。チームの地元開催であるジャパンカップサイクルロードレースでの勝利を最大の目標とし、「西村が監督になってからより強く魅力的なチームになったね」と思われるのを目標としている。。

## 来歴
2010年
- 昭和第一学園高等学校へ入学。

2012年
- 第19回アジア・ジュニア自転車競技選手権大会、個人ロードレース男子ジュニアで優勝。第47回都道府県対抗ロード優勝[2]。

2013年
- シマノレーシングに加入。国体成年男子ロードで2位になる。
- ジャパンカップサイクルロードレースを前に腰を痛め、後に腰椎ヘルニアと診断。長期療養に入る[3]。

2016年
- 2年半の間はレースから離れて2度の手術を受け[3]、レースに復帰。

2017年
- 全日本選手権ロードレース 5位
- 8月1日からNIPPO・ヴィーニファンティーニのトレーニーとしてチームに合流することが発表される。[4]
- NIPPOヴィーニファンティーニの一員としてツアー・オブ・チャイナ2に出走、総合20位完走でUCIポイント獲得
- 10月13日、2018年からNIPPO・ヴィーニファンティーニと2年契約を結ぶことが発表された。[5]

2018年
- NIPPO・ヴィーニファンティーニに所属、アジアツアーを中心に参戦。

2019年
- ツアー・オブ・タイランド（英語版）(2.1) 総合9位
- ジロ・デ・イタリア 第1ステージ（個人タイムトライアル） 体調不良でタイムアウトにより失格。

2020年
- 宇都宮ブリッツェンへ移籍[6]

2022年
- 10月15日 2022年シーズン末をもって現役引退し、2023年よりブリッツェンの監督就任を公表[7]。

2023年
- 今シーズンよりブリッツェンの監督就任

2025年
- ヴィクトワール広島の監督就任